# Bart the Genius
"Bart the Genius" este al doilea episod din The Simpsons, primul sezon. A fost difuzat inițial pe rețeaua Fox din Statele Unite, pe 14 ianuarie 1990. A fost primul episod scris de Jon Vitti. Este primul episod normal al emisiunii, precum și primul care folosește secvența de titlu a semnăturii, deși această versiune este mult diferită față de cea utilizată din sezonul al doilea până în al 20-lea sezon. În episod, Bart înșală un test de inteligență și este declarat un geniu, așa că este trimis la o școală pentru copii supradotați. Deși inițial îi place să fie tratat ca un geniu, începe să vadă dezavantajul noii sale vieți.
Acesta marchează prima utilizare a sloganului lui Bart „Eat my shorts”. Așa cum a produs cel de-al doilea episod, direct după nemulțumirea personală a lui James L. Brooks la animația „ Some Enchanted Evening ”, viitorul seriei a depins de modul în care s-a desfășurat animația la acest episod. Animația sa dovedit a fi mai pe placul său și producția a continuat.